# Varsinais-Suomi
Koordinaten: 60° 30′ N, 22° 45′ O
Varsinais-Suomi [ˈvɑrsinɑi̯sˌsuɔmi] (schwedisch Egentliga Finland, deutsch ‚Eigentliches Finnland‘) ist eine Landschaft (maakunta) im Südwesten Finnlands. Verwaltungssitz und größte Stadt von Varsinais-Suomi ist Turku (schwed. Åbo), die älteste Stadt Finnlands.

## Geografie und Bevölkerung
Varsinais-Suomi liegt an der Ostseeküste im Südwesten Finnlands und grenzt an die Landschaften Satakunta im Norden sowie Kanta-Häme und Uusimaa im Osten. Mit einer Einwohnerzahl von rund 470.000 ist Varsinais-Suomi nach Uusimaa und Pirkanmaa die finnische Landschaft mit den drittmeisten Einwohnern.
Vor der Küste der Landschaft liegt das Schärenmeer (finn. Saaristomeri, schwed. Skärgårdshavet), ein Seegebiet mit zehntausenden Schären, auf denen insgesamt rund 27.000 Menschen leben. Im Westen gehen die Schären von Varsinais-Suomi in die autonome Provinz Åland über. Der Südteil des Schärengebiets ist schwedischsprachig; außerdem gibt es in Turku eine finnlandschwedische Minderheit. Der Rest der Landschaft ist finnischsprachig. Insgesamt sind 5,7 % der Einwohner von Varsinais-Suomi schwedischsprachig.

## Geschichte
Die Landschaft Varsinais-Suomi kam in der Mitte des 12. Jahrhunderts durch einen Kreuzzug des schwedischen Königs Erik IX. unter schwedische Herrschaft. Der auf 1155 oder 1156 datierte Kreuzzug gilt als Datum der Christianisierung Finnlands; archäologische Funde weisen aber darauf hin, dass sich das Christentum schon zuvor in Südwestfinnland verbreitet hatte. Zu dieser Zeit verstand man unter „Finnland“ nur das Gebiet von Varsinais-Suomi, woraus sich auch der Name der Landschaft (deutsch „Eigentliches Finnland“) herleitet. Erst später bezog man den Begriff auf alle von den Finnen bewohnten Gebiete.
Im 13. Jahrhundert wurde Turku als erste Stadt Finnlands gegründet. Sie blieb über ein halbes Jahrtausend die wichtigste Stadt Finnlands. Erst als Finnland 1809 zu einem Großfürstentum unter russischer Herrschaft wurde, wurde die Hauptstadt ins bis dahin unbedeutende Helsinki verlegt.
1634 wurde aus den historischen Landschaften Varsinais-Suomi und Satakunta die Provinz Turku und Pori gegründet. Diese bestand bis 1997, als die Anzahl der Provinzen von zwölf auf sechs halbiert und Turku-Pori an die Provinz Westfinnland angeschlossen wurde.

## Wappen
Beschreibung: In Rot ein goldgekrönter goldener Spangenhelm en face (dem Betrachter zugewandt) gestellt, hinter dem zu jeder Seite eine blaue Flagge mit kleinem dreieckigen Einschnitt an der Flugseite und  mit goldenem Kreuz am goldenen Stock weht. Auf dem Wappen ruht eine goldene Krone.

## Verwaltungsgliederung
In der Landschaft Varsinais-Suomi gibt es 27 Gemeinden. 12 von ihnen sind Städte (fett gedruckt). Die Gemeinden Pargas und Kimitoön sind zweisprachig mit Schwedisch als Mehrheitssprache, Turku ist zweisprachig mit Finnisch als Mehrheitssprache. Die übrigen Gemeinden sind einsprachig finnisch. Der Name ist in der jeweiligen Mehrheitssprache angegeben, bei zweisprachigen Gemeinden steht ggf. der Name in der Minderheitssprache in Klammern. Einwohnerzahlen zum 31. Dezember 2022:
1. Aura (3.965)
2. Kaarina (35.848)

Varsinais-Suomi – Städte, Gemeinden und Verwaltungsgemeinschaften

3. Kimitoön (Kemiönsaari) (6.549)
4. Koski Tl (2.227)
5. Kustavi (950)
6. Laitila (8.366)
7. Lieto (20.497)
8. Loimaa (15.392)
9. Marttila (1.978)
10. Masku (9.642)
11. Mynämäki (7.539)
12. Naantali (19.850)
13. Nousiainen (4.644)
14. Oripää (1.317)
15. Paimio (11.138)
16. Pargas (Parainen) (14.991)
17. Pöytyä (8.154)
18. Pyhäranta (1.963)
19. Raisio (24.942)
20. Rusko (6.428)
21. Salo (50.933)
22. Sauvo (2.917)
23. Somero (8.426)
24. Taivassalo (1.691)
25. Turku (Åbo) (197.900)
26. Uusikaupunki (15.092)
27. Vehmaa (2.228)

Die Gemeinden von Varsinais-Suomi gruppieren sich in fünf Verwaltungsgemeinschaften (Seutukunta). Zu den Verwaltungsgemeinschaften Turku, Salo und Loimaa gehört jeweils die namensgebende Stadt mitsamt Umland. Vakka-Suomi umfasst den Nordwesten der Landschaft, Åboland (Turunmaa) den schwedischsprachigen Teil des Schärengebiets.